# Munchausen (film)
Munchausen è un cortometraggio del 2013 scritto e diretto da Ari Aster.

## Trama
Un ragazzo è intento a preparare i bagagli per la sua imminente partenza per il college. Tuttavia la madre iperprotettiva non se la sente di separarsi da lui, e dopo aver immaginato i brillanti traguardi professionali e personali che suo figlio potrebbe raggiungere una volta partito e che lo allontanerebbero da lei, decide di posticiparne la partenza a tutti i costi e avvelena il suo cibo con un medicinale. Lui ha la nausea e viene messo a letto, ma il medicinale fa fin troppo effetto e la notte la madre viene svegliata dalle urla di dolore del figlio: pur non rivelando dell'avvelenamento, fa chiamare un dottore, senza riuscire a migliorare la situazione. In pena e in preda al rimorso, la madre cerca di fargli ingerire in segreto un antidoto al medicinale, ma il ragazzo non migliora e, durante un'altra visita del dottore, collassa e muore mentre cerca di rassicurarla.

## Produzione
Il cortometraggio, ispirato ai film Pixar e in particolar modo alla scena iniziale di Up (2009), è stato finanziato su Kickstarter nel 2012, raccogliendovi oltre 16.000 dollari.

## Distribuzione
Il cortometraggio è stato presentato in anteprima nel settembre 2013 al Fantastic Fest di Austin, Texas. È stato pubblicato online il 21 febbraio 2015 su YouTube da Vice.